# 3 000 mètres féminin de patinage de vitesse aux Jeux olympiques de 2022
Navigation
Pyeongchang 2018 Milan-Cortina 2026
Le 3 000 mètres féminin de patinage de vitesse aux Jeux olympiques d'hiver de 2022 a lieu le 5 février 2022 à 16 h 30 à l'Anneau national de patinage de vitesse de Pékin. C'est la 17e fois que l'épreuve est disputée.

## Programme
Tous les horaires correspondent à l'UTC+8.
| Date                  | Horaire |
| --------------------- | ------- |
| Samedi 5 février 2022 | 16 h 30 |

## Records
Avant cette compétition, les records dans cette discipline étaient les suivants :
| Record du monde    | 3 min 52 s 02 | Martina Sáblíková | Tchéquie  | 9 mars 2019     | Salt Lake City |
| Record olympique   | 3 min 57 s 70 | Claudia Pechstein | Allemagne | 20 février 2002 | Salt Lake City |
| Record de la piste | 4 min 16 s 87 | Han Mei           | Chine     | 7 avril 2021    | Pékin          |

## Médaillés
| Or                        | Argent                          | Bronze                      |
| Irene Schouten (Pays-Bas) | Francesca Lollobrigida (Italie) | Isabelle Weidemann (Canada) |

## Résultats
| Rang                                | Couple | Ligne | Athlète                | Nationalité | Temps         | Retard    | Notes |
| ----------------------------------- | ------ | ----- | ---------------------- | ----------- | ------------- | --------- | ----- |
| Médaille d'or, Jeux olympiques      | 10     | O     | Irene Schouten         | Pays-Bas    | 3 min 56 s 93 | -         | RO    |
| Médaille d'argent, Jeux olympiques  | 10     | I     | Francesca Lollobrigida | Italie      | 3 min 58 s 06 | + 1 s 13  |       |
| Médaille de bronze, Jeux olympiques | 9      | I     | Isabelle Weidemann     | Canada      | 3 min 58 s 64 | + 1 s 71  |       |
| 4                                   | 8      | I     | Martina Sáblíková      | Tchéquie    | 4 min 0 s 34  | + 3 s 41  |       |
| 5                                   | 9      | O     | Ragne Wiklund          | Norvège     | 4 min 1 s 44  | + 4 s 51  |       |
| 6                                   | 3      | I     | Miho Takagi            | Japon       | 4 min 1 s 77  | + 4 s 84  |       |
| 7                                   | 3      | O     | Carlijn Achtereekte    | Pays-Bas    | 4 min 2 s 21  | + 5 s 28  |       |
| 8                                   | 6      | O     | Antoinette de Jong     | Pays-Bas    | 4 min 2 s 37  | + 5 s 44  |       |
| 9                                   | 6      | I     | Ayano Sato             | Japon       | 4 min 3 s 40  | + 6 s 47  |       |
| 10                                  | 4      | O     | Evgeniia Lalenkova     | ROC         | 4 min 3 s 42  | + 6 s 49  |       |
| 11                                  | 5      | 0     | Natalia Voronina       | ROC         | 4 min 3 s 84  | + 6 s 91  |       |
| 12                                  | 5      | I     | Valérie Maltais        | Canada      | 4 min 4 s 27  | + 7 s 34  |       |
| 13                                  | 2      | O     | Nadezhda Morozova      | Kazakhstan  | 4 min 4 s 97  | + 8 s 04  |       |
| 14                                  | 8      | O     | Ivanie Blondin         | Canada      | 4 min 6 s 40  | + 9 s 47  |       |
| 15                                  | 7      | O     | Han Mei                | Chine       | 4 min 7 s 74  | + 10 s 81 |       |
| 16                                  | 7      | I     | Maryna Zuyeva          | Biélorussie | 4 min 8 s 70  | + 11 s 77 |       |
| 17                                  | 1      | I     | Adake Ahenaer          | Chine       | 4 min 12 s 28 | + 15 s 35 |       |
| 18                                  | 4      | I     | Nikola Zdráhalová      | Tchéquie    | 4 min 13 s 13 | + 16 s 20 |       |
| 19                                  | 2      | I     | Mia Kilburg            | États-Unis  | 4 min 13 s 42 | + 16 s 49 |       |
| 20                                  | 1      | O     | Claudia Pechstein      | Allemagne   | 4 min 17 s 16 | + 20 s 23 |       |